# Temporada da NFL de 1987
A Temporada de 1987 da NFL foi a 68ª temporada regular da National Football League. Uma greve de 24 dias dos jogadores da liga reduziu a temporada de 16 para 15. Os jogos da terceira semana foram cancelados, mas os jogos das semanas 4-6 foram jogados por outros jogadores. 85% dos jogadores veteranos não se envolveram de nenhuma forma nas atividades dos seus times durante a greve.
Os times que usaram jogadores substitutos foram motivo de gozação na liga, recebendo nomes como "Chicago Spare Bears", "San Francisco Phoney Niners", "New Orleans Saint Elsewheres" e "Seattle Sea-scabs". A renda gerada pelas transmissões na televisão caiu 20%, o que foi bem abaixo do esperado. O atual campeão do Super Bowl, o New York Giants, acabou sofrendo três derrotas em três jogos (0-3) em partidas que usaram substitutos, o que acabou custando a eles a chance de chegar aos playoffs e tentar o bicampeonato.
Em 8 de novembro de 1987, a ESPN estreou o ESPN Sunday Night Football, no qual a televisão a cabo passou a transmitir os jogos da NFL nos domingos a noite com exclusividade durante a segunda metade do campeonato.
Devido ao jogo 7 da World Series de 1987, o jogo entre o Denver Broncos e o Minnesota Vikings no Hubert H. Humphrey Metrodome foi transferido para segunda-feira, 26 de outubro.
Nesse ano, o lendário Walter Payton jogou sua última temporada na NFL, se aposentando como lider de todos os tempos correndo com a bola na liga até aquele momento.
A temporada terminou no Super Bowl XXII quando o Washington Redskins venceu o poderoso Denver Broncos.

## Classificação
V = Vitórias, D = Derrotas, E = Empates, PCT = porcentagem de vitórias, PF= Pontos feitos, PS = Pontos sofridos
 x  – marca os times classificados pelo wild card (repescagem),  y  – marca os times que levaram o titulo de suas divisões
| AFC East             |    |    |   |      |     |     |
| Time                 | V  | D  | E | PCT  | PF  | PS  |
| y-Indianapolis Colts | 9  | 6  | 0 | .600 | 300 | 238 |
| New England Patriots | 8  | 7  | 0 | .533 | 320 | 293 |
| Miami Dolphins       | 8  | 7  | 0 | .533 | 362 | 335 |
| Buffalo Bills        | 7  | 8  | 0 | .467 | 270 | 305 |
| New York Jets        | 6  | 9  | 0 | .400 | 334 | 360 |
| AFC Central          |    |    |   |      |     |     |
| Time                 | V  | D  | E | PCT  | PF  | PS  |
| y-Cleveland Browns   | 10 | 5  | 0 | .667 | 390 | 239 |
| x-Houston Oilers     | 9  | 6  | 0 | .600 | 345 | 349 |
| Pittsburgh Steelers  | 8  | 7  | 0 | .533 | 285 | 299 |
| Cincinnati Bengals   | 4  | 11 | 0 | .267 | 285 | 370 |
| AFC West             |    |    |   |      |     |     |
| Time                 | V  | D  | E | PCT  | PF  | PS  |
| y-Denver Broncos     | 10 | 4  | 1 | .700 | 379 | 288 |
| x-Seattle Seahawks   | 9  | 6  | 0 | .600 | 371 | 314 |
| San Diego Chargers   | 8  | 7  | 0 | .533 | 253 | 317 |
| Los Angeles Raiders  | 5  | 10 | 0 | .333 | 301 | 289 |
| Kansas City Chiefs   | 4  | 11 | 0 | .267 | 273 | 388 |

| NFC East              |    |    |   |      |     |     |
| Time                  | V  | D  | E | PCT  | PF  | PS  |
| y-Washington Redskins | 11 | 4  | 0 | .733 | 379 | 285 |
| Dallas Cowboys        | 7  | 8  | 0 | .467 | 340 | 348 |
| St. Louis Cardinals   | 7  | 8  | 0 | .467 | 362 | 368 |
| Philadelphia Eagles   | 7  | 8  | 0 | .467 | 337 | 380 |
| New York Giants       | 6  | 9  | 0 | .400 | 280 | 312 |
| NFC Central           |    |    |   |      |     |     |
| Time                  | V  | D  | E | PCT  | PF  | PS  |
| y-Chicago Bears       | 11 | 4  | 0 | .733 | 356 | 282 |
| x-Minnesota Vikings   | 8  | 7  | 0 | .533 | 336 | 335 |
| Green Bay Packers     | 5  | 9  | 1 | .367 | 255 | 300 |
| Tampa Bay Buccaneers  | 4  | 11 | 0 | .267 | 286 | 360 |
| Detroit Lions         | 4  | 11 | 0 | .267 | 269 | 384 |
| NFC West              |    |    |   |      |     |     |
| Time                  | V  | D  | E | PCT  | PF  | PS  |
| y-San Francisco 49ers | 13 | 2  | 0 | .867 | 459 | 253 |
| x-New Orleans Saints  | 12 | 3  | 0 | .800 | 422 | 283 |
| Los Angeles Rams      | 6  | 9  | 0 | .400 | 317 | 361 |
| Atlanta Falcons       | 3  | 12 | 0 | .200 | 205 | 436 |

### Desempates
- New England terminou a frente de Miami na AFC East baseado num melhor retrospecto no confronto direto entre as equipes (2–0).
- Houston foi o primeiro time na AFC Wild Card a frente de Seattle baseado em um melhor retrospecto contra adversários da mesma conferência (7–4 contra 5–6 do Seahawks).
- Chicago terminou em segundo na briga por uma vaga nos playoffs da NFC a frente de Washington baseado em um melhor retrospecto contra adversários da mesma conferência (9–2 contra 9–3 do Redskins).
- Dallas terminou a frente de St. Louis e Philadelphia na NFC East por ter tido um melhor retrospecto dentro da divisão (4–4 contra 3–5 do Cardinals e 3–5 do Eagles).
- St. Louis terminou a frente de Philadelphia na NFC East baseado em um melhor retrospecto contra adversários da mesma conferência (7–7 contra 4–7 do Eagles).
- Tampa Bay terminou a frente de Detroit na NFC Central por ter tido um melhor retrospecto dentro da divisão (3–4 contra 2–5 do Lions).

## Playoffs
|  |                                    |                                    |                                    |                                   |                |                                   |                                   |                                   |        |                                     |                 |                 |  |  |  |  |  |  |
|  |                                    |                                    |                                    |                                   |                | Playoffs de Divisão               |                                   |                                   |        |                                     |                 |                 |  |  |  |  |  |  |
|  |                                    |                                    |                                    |                                   |                | 9 de janeiro - Candlestick Park   |                                   |                                   |        |                                     |                 |                 |  |  |  |  |  |  |
|  | Jogo de Wild Card da NFC           | Jogo de Wild Card da NFC           | Jogo de Wild Card da NFC           | Campeão da NFC                    | Campeão da NFC | Campeão da NFC                    |                                   |                                   |        |                                     |                 |                 |  |  |  |  |  |  |
|  | Jogo de Wild Card da NFC           | Jogo de Wild Card da NFC           | Jogo de Wild Card da NFC           | Campeão da NFC                    | Campeão da NFC | Campeão da NFC                    | 5                                 | Minnesota                         | 36     |                                     |                 |                 |  |  |  |  |  |  |
|  | 3 de janeiro - Louisiana Superdome | 3 de janeiro - Louisiana Superdome | 3 de janeiro - Louisiana Superdome |                                   |                | 17 de janeiro - RFK Stadium       | 17 de janeiro - RFK Stadium       | 17 de janeiro - RFK Stadium       | 36     |                                     |                 |                 |  |  |  |  |  |  |
|  | 3 de janeiro - Louisiana Superdome | 3 de janeiro - Louisiana Superdome | 3 de janeiro - Louisiana Superdome | 1                                 | San Francisco  | 17 de janeiro - RFK Stadium       | 17 de janeiro - RFK Stadium       | 17 de janeiro - RFK Stadium       | 24     |                                     |                 |                 |  |  |  |  |  |  |
|  | 5                                  | Minnesota                          | 44                                 | 1                                 | San Francisco  | 5                                 | Minnesota                         | 10                                | 24     |                                     |                 |                 |  |  |  |  |  |  |
|  | 5                                  | Minnesota                          | 44                                 | 10 de janeiro - Soldier Field     |                | 5                                 | Minnesota                         | 10                                |        |                                     |                 |                 |  |  |  |  |  |  |
|  | 4                                  | New Orleans                        | 10                                 |                                   |                | 3                                 | Washington                        | 17                                |        | Super Bowl XXII                     | Super Bowl XXII | Super Bowl XXII |  |  |  |  |  |  |
|  | 4                                  | New Orleans                        | 10                                 | 3                                 | Washington     | 3                                 | Washington                        | 17                                | 21     | Super Bowl XXII                     | Super Bowl XXII | Super Bowl XXII |  |  |  |  |  |  |
|  |                                    |                                    |                                    | 3                                 | Washington     |                                   |                                   |                                   | 21     | 31 de janeiro - Jack Murphy Stadium |                 |                 |  |  |  |  |  |  |
|  | 2                                  | Chicago                            | 17                                 |                                   |                |                                   |                                   |                                   |        |                                     |                 |                 |  |  |  |  |  |  |
|  | 2                                  | Chicago                            | 17                                 | N3                                | Washington     | 42                                |                                   |                                   |        |                                     |                 |                 |  |  |  |  |  |  |
|  | 9 de janeiro - Cleveland Stadium   |                                    |                                    | N3                                | Washington     | 42                                |                                   |                                   |        |                                     |                 |                 |  |  |  |  |  |  |
|  | Jogo de Wild Card da AFC           | Jogo de Wild Card da AFC           | Jogo de Wild Card da AFC           | Campeão da AFC                    | Campeão da AFC | Campeão da AFC                    |                                   | A1                                | Denver | 10                                  |                 |                 |  |  |  |  |  |  |
|  | Jogo de Wild Card da AFC           | Jogo de Wild Card da AFC           | Jogo de Wild Card da AFC           | Campeão da AFC                    | Campeão da AFC | Campeão da AFC                    | 3                                 | A1                                | Denver | 10                                  | Indianapolis    | 21              |  |  |  |  |  |  |
|  | 3 de janeiro - Astrodome           | 3 de janeiro - Astrodome           | 3 de janeiro - Astrodome           |                                   |                | 17 de janeiro - Mile High Stadium | 17 de janeiro - Mile High Stadium | 17 de janeiro - Mile High Stadium |        |                                     |                 | 21              |  |  |  |  |  |  |
|  | 3 de janeiro - Astrodome           | 3 de janeiro - Astrodome           | 3 de janeiro - Astrodome           | 2                                 | Cleveland      | 17 de janeiro - Mile High Stadium | 17 de janeiro - Mile High Stadium | 17 de janeiro - Mile High Stadium | 38     |                                     |                 |                 |  |  |  |  |  |  |
|  | 5                                  | Seattle                            | 20                                 | 2                                 | Cleveland      | 2                                 | Cleveland                         | 33                                | 38     |                                     |                 |                 |  |  |  |  |  |  |
|  | 5                                  | Seattle                            | 20                                 | 10 de janeiro - Mile High Stadium |                | 2                                 | Cleveland                         | 33                                |        |                                     |                 |                 |  |  |  |  |  |  |
|  | 4                                  | Houston (OT)                       | 23                                 |                                   |                | 1                                 | Denver                            | 38                                |        |                                     |                 |                 |  |  |  |  |  |  |
|  | 4                                  | Houston (OT)                       | 23                                 | 4                                 | Houston        | 1                                 | Denver                            | 38                                | 10     |                                     |                 |                 |  |  |  |  |  |  |
|  |                                    |                                    |                                    | 4                                 | Houston        |                                   |                                   |                                   |        |                                     |                 |                 |  |  |  |  |  |  |
|  | 1                                  | Denver                             | 34                                 |                                   |                |                                   |                                   |                                   |        |                                     |                 |                 |  |  |  |  |  |  |
|  | 1                                  | Denver                             | 34                                 |                                   |                |                                   |                                   |                                   |        |                                     |                 |                 |  |  |  |  |  |  |

### AFC
- Wild-Card playoff: HOUSTON 23, Seattle 20 (OT)
- Divisional playoffs: CLEVELAND 38, Indianapolis 21; DENVER 34, Houston 10
- AFC Championship: DENVER 38, Cleveland 33 no Mile High Stadium, Denver, Colorado 17 de janeiro de 1988

### NFC
- Wild-Card playoff: Minnesota 44, NEW ORLEANS 10
- Divisional playoffs: MINNESOTA 36, San Francisco 24; WASHINGTON 21, Chicago 17
- NFC Championship: WASHINGTON 17, Minnesota 10 no RFK Stadium, Washington, D.C. 17 de janeiro de 1988

### Super Bowl
- Super Bowl XXII: Washington (NFC) 42, Denver (AFC) 10, no Jack Murphy Stadium, San Diego, Califórnia, 31 de janeiro de 1988

## Prêmios
Dados pela Associated Press
| Most Valuable Players (Jogadores Mais Valiosos)                  | John Elway, Quarterback, Denver           |
| NFL Coach of the Year (Treinador do Ano)                         | Jim Mora, New Orleans                     |
| NFL Offensive Player of the Year (Jogador Ofensivo do Ano)       | Jerry Rice, Wide Receiver, San Francisco  |
| NFL Defensive Player of the Year (Jogador Defensivo do Ano)      | Reggie White, Defensive End, Philadelphia |
| NFL Offensive Rookie of the Year (Novato Ofensivo do Ano)        | Troy Stradford, Running Back, Miami       |
| NFL Defensive Rookie of the Year Award (Novato Defensivo do Ano) | Shane Conlan, Linebacker, Buffalo         |
| NFL Comeback Player of the Year                                  | Charles White, Running Back, L.A. Rams    |